# Хохлово (Калужская область)
Хохлово — село в Мещовском районе Калужской области России. Входит в состав городского поселения «Город Мещовск».

## География
Расположено в 7 км от Мещовска.

## Население
| 2002 | 2010 |
| ---- | ---- |
| 91   | ↗99  |

## История
Ранее входило в состав Мещовского уезда.
В первой четверти XVIII века помещики Шепелевы создали в Хохлово усадьбу. В конце века хозяйками усадьбы были девицы Е.Н. и М. Р. Шепелевы.
Во второй половине XVIII века в селе была построена Церковь Благовещения Пресвятой Богородицы в стиле барокко. По состоянию на начало XXI века здание храма не используется, сохранилось частично — утрачена алтарная часть.